# Mikola Jvilovi
Mikola Fitilyov, más conocido como Mikola Jvilovi, en ucraniano: Микола Хвильовий, romanizado: Mikola Jvilovi [mɪˈkɔlɐ xwɪlʲoˈwɪj] (Trostianets, 1 de diciembrejul./ 13 de diciembre de 1893greg. – Járkov, 13 de mayo de 1933) fue un escritor y poeta ucraniano del Renacimiento fusilado de principios de la era comunista (1920-1930).

## Biografía
Nacido como Mikola Fitilyov en Trostianéts, gobernación de Járkov, de padre obrero ruso y madre maestra de escuela ucraniana. En 1916 se graduó en el gymnasium de Bohodujiv, en 1919 se unió al Partido Comunista. Ese mismo año se convirtió en el jefe de la checa local de la comarca de Bohodujiv. Se mudó a Járkov en 1921 y se involucró con escritores relacionados con Vasil Blakitni y el periódico Visti VUTsVK (noticias del Comité Ejecutivo Central de Ucrania). En 1921, con Volodimir Sosiura y Maik Yohansen, firmó el manifiesto literario «Nuestro Universal para los trabajadores ucranianos y los artistas proletarios ucranianos» (publicado en la colección Zhovten). En el mismo año se publicó su poema В електричний вік [En la era eléctrica] y su colección de poesía Молодість [Juventud].
En 1922, comenzó a centrarse más en la prosa. Sus colecciones iniciales Сині етюди [Estudios azules] (1923) y Осінь [Otoño] (1924) consiguieron la aprobación de críticos como Serhi Yefremov, Oleksander Biletski, Volodimir Koriak, Yeven Malaniuk y Dmitro Dontsov. Sus impresiones sobre el trabajo como oficial de la cheka se reflejan en su novela de 1924, Я (Романтика) [Yo (Romance)], cuyo héroe, el jefe de la cheka local, condenó a muerte a su madre en nombre de los ideales de la revolución.
Brevemente fue miembro de la organización literaria Hart [Endurecimiento], pero Jvilovi luego la criticó y se convirtió en el líder de la organización VAPLITE de escritores del «proletariado» ucraniano. En abril de 1933, la policía secreta arrestó a Mijailo Yalovi, exdirector de VAPLITE, el compañero más cercano y aliado de Jvilovi. Yalovy falleció en prisión.
Como consecuencia a las represiones de Stalin contra sus amigos en el movimiento comunista proucraniano, Jvilovi se suicidó el 13 de mayo de 1933 delante de sus amigos en su apartamento en el Edificio Slovo en Járkov. Su nota de suicidio decía:

Arresto de Yalovy: este es el asesinato de toda una generación... ¿Para qué? ¿Porque éramos los comunistas más sinceros? No lo entiendo. La responsabilidad de las acciones de la generación de Yalovi recae en mí, Jvilovi. Hoy es un hermoso día soleado. Amo la vida, ni siquiera puedes imaginar cuánto. Hoy es el día 13. ¿Recuerdas que estaba enamorada de este número? Terriblemente doloroso. Viva el comunismo. Viva la construcción socialista. Viva el Partido Comunista.

Después de su muerte, sus obras fueron prohibidas en la Unión Soviética y, debido a su potencia simbólica, en su mayoría no se permitieron hasta casi el final o después del colapso de la Unión Soviética.

## Obra
Jvilovi escribió tanto poesía como cuentos. Sus cuentos son conocidos por sus formas narrativas difíciles y sus imágenes complicadas.
Una novela, titulada Вальдшнепи [Becada], quedó inacabada e inédita cuando murió. Su segunda parte, la primera había sido publicada en la revista Vaplite en 1927, había sido confiscada.
Escribió una serie de panfletos presentando sus puntos de vista sobre la conexión entre la política y el arte. Abogó por una orientación hacia las tendencias culturales en Europa Occidental para aflojar la dependencia de Ucrania de las formas e inspiración rusas. Sus panfletos crearon una gran controversia y dividieron a los representantes de la incipiente escena literaria ucraniana y crearon tensiones con las autoridades. En la segunda serie, Думки проти течії [Pensamientos contra la corriente], que apareció en Kultura i pobut en noviembre-diciembre de 1925 y por separado en 1926, Jvilovi desarrolló aún más su argumento contra el «culto al epigonismo». Al adoptar una orientación psicointelectual sobre Europa, argumentó, los ucranianos pueden entrar en su propio camino de desarrollo.
Dejando de lado la poesía, de la que el escritor pasó pronto a la prosa, la obra de M. Jvilevi, siguiendo a G. A. Kostyuk, se puede dividir en tres períodos:
1921-1924: fue el momento del experimento y la búsqueda, al que pertenecen los estudios satíricos cotidianos, líricos y románticos sin trama y las historias Життя [Vida], Кіт у чоботях [El gato con botas], На глухім шляху [En el callejón sin salida], Редактор Карк [Editor Clark], Синій листопад [Noviembre azul], Свиня [Cerdo], Арабески [Arabescos], el cuento Я (Романтика) [Yo (Romance)] y otros. 
1925-1930: fue el período de madurez creativa, la declaración de estilo, la comprensión teórica del arte y un enfoque claro en la trama: las historias satíricas Іван Іванович [Ivan Ivanovich] y El examinador, la novela sociopsicológica Із Вариної біографії [De biografía variable], la novela Мати  [Madre], la historia Повість про санаторійну зону [La historia sobre la zona del sanatorio] y la novela Вальдшнепи [Becada], folletos polémicos Камо грядеши? [¿A dónde vas?], Україна чи Малоросія? [¿Ucrania o la Pequeña Rusia?], etc.
1931-1933: fue «el período de la paciencia heroica», el período de derrotas, retiradas e intentos recientes de encontrar un lugar en la nueva corriente principal emergente. Varios críticos creen que después de abandonar sus puntos de vista en cartas penitenciales, Jvilovi dejó de existir como escritor. En ese momento Jvilovi  trató de rehabilitarse a los ojos de la dirección del Partido comunista y se desvinculó del «jvilevismo». El escritor se enredó en un juego peligroso y perdió en una pelea con la dirección del Partido. La desesperanza le llevó a un final trágico. Dontsov creía aunque el propio Jvilovi apretó el gatillo del revólver, Moscú puso el arma en su mano. La última etapa de su trabajo incluye Мисливські оповідання [Historias de caza], el escritor era un ávido cazador; З лабораторії [Desde el laboratorio]; Майбутні шахтарі [Mineros futuros], etc.